# Герцог Бежа

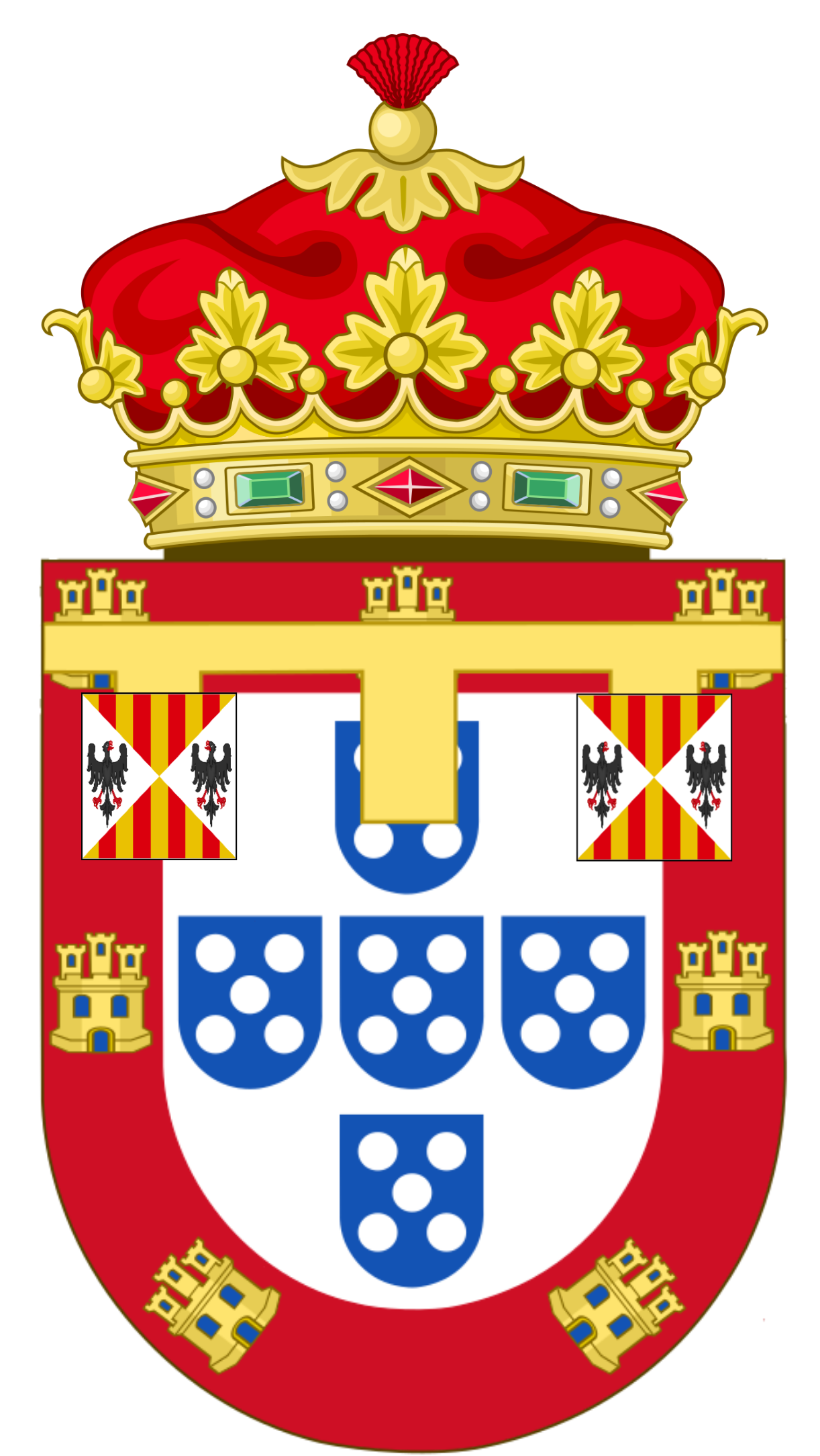
Герб герцогов де Бежа

Герцог де Бежа (порт. Duque de Beja) — португальский аристократический титул. Он был создан в 1453 году королем Афонсу V для своего младшего брата, инфанта Фернанду (1433—1470), будущего коннетабля Португалии (1466—1470).

## Список герцогов Бежа
1. Инфант Фернандо, 2-й герцог Визеу, 1-й герцог Бежа (1433—1470), третий сын короля Португалии Дуарте I
2. Инфант Жуан, 3-й герцог Визеу, 2-й герцог Бежа (1448—1472), старший сын инфанта Фернандо
3. Инфант Диого, 4-й герцог Визеу, 3-й герцог Бежа (1450—1484), второй сын инфанта Фернандо, младший брат предыдущего
4. Инфант Мануэл, 3-й герцог Визеу, 4-й герцог Бежа (1469—1521), будущий король Мануэл I (1495—1521), седьмой сын инфанта Фернандо
5. Инфант Луиш, 5-й герцог Бежа, 4-й герцог Визеу (1506—1555), второй сын короля Мануэла I от второго брака, отец короля Антониу I
6. Инфант Педру, 6-й герцог Бежа (1648—1706), будущий король Португалии Педро II (1683—1706), 1648—1706), четвёртый сын короля Жуана IV и Луизы де Гусман
7. Инфант Франсишку, 7-й герцог Бежа (1691—1742), третий сын короля Педро II и Марии Софии Нойбургской
8. Инфант Педру, 8-й герцог Бежа (1717—1786), четвёртый сын Жуана V и Марии Анны Австрийской
9. Жуан, 9-й герцог Бежа (1767—1826), третий сын королевы Марии I и короля Педру III
10. Инфант Мигел, 10-й герцог Бежа (1802—1866), будущий король Португалии Мигель I (1802—1866), третий сын предыдущего и Карлоты Жоакины Испанской
11. Инфант Жуан, 11-й герцог Бежа (1842—1861), третий сын королевы Марии II
12. Мануэл, 12-й герцог Бежа (1889—1932), будущий король Португалии Мануэл II (1908—1910), второй сын Карлуша I.

## Претендентка на герцогский титул
- Мария Пия де Саксен-Кобург и Браганса (1907—1995), внебрачная дочь португальского короля Карлуша I и Марии Амелии Ларедо и Мурса